# Мастер и Маргарита (фильм, 1994)
«Ма́стер и Маргари́та» — российская экранизация одноимённого романа Михаила Булгакова, снятая в 1993 году режиссёром Юрием Карой.
Фильм не выходил в прокат до 2011 года из-за разногласий режиссёра и продюсеров фирмы «ТАМП», которая владеет правами на фильм, а позднее — из-за претензий Сергея Шиловского-Булгакова и Дарьи Писарчик, потомков и наследников третьей жены писателя Елены Сергеевны Булгаковой (Шиловской), которым принадлежат имущественные авторские права на роман (точка зрения оспаривается создателями фильма). Причиной конфликта явилась длительность фильма, которая в режиссёрской версии составляла 3 часа и 27 минут. По требованию продюсеров она была сокращена до двух часов, ради чего пришлось убрать многие сюжетные линии. Это вызвало недовольство актёров. Закрытый показ сокращённой 123-минутной версии фильма состоялся на XXVIII Московском международном кинофестивале в 2006 году. В прокат в СНГ фильм вышел 7 апреля 2011 года. На DVD и Blu-ray кинопрокатная версия фильма была выпущена 3 мая 2011 года компанией «Флагман Дистрибьюшн».

## Сюжет
Москву начала 1930-х годов посещает загадочный иностранец Воланд, на деле оказавшийся самим Сатаной со своей свитой. Князь Тьмы пожелал посмотреть, насколько изменились москвичи. Перед зрителями проходит галерея сатирических образов.
Параллельная линия фильма — рассказ о бродячем философе Иешуа Га-Ноцри и прокураторе Иудеи Понтии Пилате, из трусости пославшем его на смерть. История эта составляет сюжет романа, написанного Мастером.
Череда фантасмагорических событий завершается балом у Сатаны, а Мастер, в конце концов, обретает «покой» со своей возлюбленной Маргаритой.

## В ролях
| Актёр                | Роль |
| -------------------- | --- |
| Виктор Раков         | Мастер |
| Анастасия Вертинская | Маргарита |
| Валентин Гафт        | Воланд |
| Николай Бурляев      | Иешуа Га-Ноцри бродячий философ                                                                                   |
| Михаил Ульянов       | Понтий Пилат прокуратор Иудеи                                                                                     |
| Александр Филиппенко | Коровьев-Фагот демон-рыцарь из свиты Воланда                                                                      |
| Владимир Стеклов     | Азазелло демон-убийца из свиты Воланда                                                                            |
| Виктор Павлов        | кот Бегемот шут-оборотень из свиты Воланда                                                                        |
| Александра Захарова  | Гелла вампирша из свиты Воланда                                                                                   |
| Сергей Гармаш        | Иван Николаевич Бездомный поэт, член МАССОЛИТа                                                                    |
| Александр Корженков  | Сашка Рюхин поэт, член МАССОЛИТа                                                                                  |
| Михаил Данилов       | Михаил Александрович Берлиоз председатель МАССОЛИТа (роль озвучил Сергей Юрский)                                  |
| Леонид Куравлёв      | Никанор Иванович Босой председатель жилтоварищества                                                               |
| Владимир Кашпур      | Андрей Фокич Соков заведующий буфетом в Варьете                                                                   |
| Вадим Захарченко     | Максимилиан Андреевич Поплавский дядя Берлиоза                                                                    |
| Лев Дуров            | Левий Матвей сборщик податей, ученик Иешуа                                                                        |
| Вячеслав Шалевич     | Иосиф Каифа первосвященник иудейский                                                                              |
| Юрий Шерстнёв        | Афраний начальник тайной стражи прокуратора Иудеи                                                                 |
| Валентин Голубенко   | кентурион Марк Крысобой                                                                                           |
| Игорь Верник         | Иуда из Кириафа                                                                                                   |
| Ирина Кара           | Низа |
| Сергей Никоненко     | Степан Богданович Лиходеев директор Варьете                                                                       |
| Виктор Сергачёв      | Григорий Данилович Римский финдиректор Варьете                                                                    |
| Борислав Брондуков   | Иван Савельевич Варенуха администратор Варьете (роль озвучена другим актёром)                                     |
| Евгений Весник       | психиатр (в титрах киноверсии указана роль профессора Стравинского)                                               |
| Игорь Кваша          | профессор Стравинский (роль не вошла в киноверсию)                                                                |
| Спартак Мишулин      | Арчибальд Арчибальдович метрдотель Грибоедовского ресторана (в титрах указан с опечаткой Алчибальд Арчибальдович) |
| Роман Ткачук         | Николай швейцар в «Грибоедове»                                                                                    |
| Наталья Крачковская  | «Штурман Жорж» / Софья Петровна вахтер в «Грибоедове»                                                             |
| Амаяк Акопян         | Жорж Бенгальский конферансье Варьете                                                                              |
| Валерий Носик        | Алоизий Могарыч журналист                                                                                         |
| Александр Ульянов    | барон Майгель |
| Владислав Ковальков  | критик Латунский                                                                                                  |
| Вадим Вильский       | литератор |
| Михаил Бочаров       | литератор |
| Мария Виноградова    | Аннушка |
| Людмила Иванова      | Пелагея Антоновна жена Босого                                                                                     |
| Сергей Николаев      | Николай Иванович сосед по дому Маргариты                                                                          |
| Татьяна Ряснянская   | Наташа домработница Маргариты                                                                                     |
| Татьяна Митрушина    | кондуктор в трамвае                                                                                               |
| Марианна Кузнецова   | почтальон |
| Юрий Осипов          | сотрудник ГПУ |
| Юрий Дуванов         | сотрудник ГПУ |
| Георгий Саакян       | Сталин гость на балу                                                                                              |
| Александр Шишкин     | Гитлер гость на балу                                                                                              |
| Михаил Солодовник    | Пётр I гость на балу                                                                                              |
| Павел Остроухов      | Дзержинский гость на балу                                                                                         |
| Анжелика Зацепилова  | Фрида гостья на балу                                                                                              |
| Рамис Ибрагимов      | Абадонна |

## Съёмочная группа
- Автор сценария: Юрий Кара
- Режиссёр-постановщик: Юрий Кара
- Главный оператор: Евгений Гребнев

Кадр из фильма

- Художники-постановщики: Борис Кузовкин, Юрий Устинов
- Композиторы: Альфред Шнитке
- Постановщики трюков: Олег Корытин, Николай Сысоев

## Технические данные
- Производство: «Творческая ассоциация международных программ» («ТАМП») при участии «Мосфильма», киностудии им. Горького, Свердловской киностудии, студии «Классика».

### Претензии наследников
По мнению С. Шиловского, поскольку завещания Булгаков не оставил, детей у него не было, а его родители к моменту его смерти уже умерли, то единственной его наследницей (в том числе и авторских прав) стала его жена Е. С. Булгакова (Шиловская). Авторские права после смерти Е. С. Булгаковой перешли к её потомкам и в настоящее время принадлежат её внуку С. С. Шиловскому и его племяннице Д. В. Писарчик. Согласно действующему законодательству, в общественном достоянии находятся лишь произведения Булгакова, опубликованные до 31 декабря 1942 года; роман «Мастер и Маргарита» был впервые опубликован в 1965 году.
По мнению создателей, фильм был завершён до вступления в силу закона РФ «Об авторском праве и смежных правах» (3 августа 1993), когда срок действия авторского права устанавливался Гражданским кодексом РСФСР в 25 лет, считая с 1 января года, следующего за годом смерти автора, и, следовательно, роман в тот период находился в общественном достоянии (М. А. Булгаков умер в 1940 году, 25-летний срок истёк 1 января 1966 года).
Пункт 3 постановления Верховного Совета РФ № 5352-I от 9 июля 1993 года говорит о том, что сроки, установленные законом «Об авторском праве и смежных правах», применяются к произведениям, в отношении которых на 1 января 1993 года не истёк 50-летний срок охраны (такой увеличенный срок был ранее установлен Основами гражданского законодательства Союза ССР и республик от 31 мая 1991 года). Однако этот увеличенный срок истёк 1 января 1991 года, то есть на 1 января 1993 года не действовал, и роман «Мастер и Маргарита» всё же был в общественном достоянии.
Однако пунктом 5 ст. 27 закона устанавливалось, что авторские права на произведение, впервые опубликованное после смерти автора, действуют в течение 50 лет после первой публикации (в 2004 году этот срок был увеличен до 70 лет). Таким образом, роман «Мастер и Маргарита», опубликованный в 1966 году, остаётся объектом авторских прав.

## Прокат
Долгое время прокат фильма был невозможен по тем или иным причинам, и Юрий Кара опасался, что продюсеры вообще не заинтересованы в выпуске картины. Позже в России состоялось несколько показов фильма на кинофестивалях и других площадках[уточнить]. В 2010 году кинокомпания «Люксор» объявила, что намеревается осуществить прокат фильма и его выпуск на DVD.
17 января 2011 года в Санкт-Петербурге состоялся премьерный показ фильма; зрителям была продемонстрирована двухчасовая версия. 4 апреля 2011 года состоялся премьерный показ фильма в Crocus City Hall в Москве.
Премьера картины на широком экране в СНГ состоялась 7 апреля 2011 года. Киноверсия фильма имеет продолжительность 123 минут, продолжительность режиссёрской версии — 3 часа 27 минут (207 минут), многие сцены были вырезаны.

### Пиратская версия в Интернете
В начале декабря 2006 года в сильно сжатом виде и невысоком разрешении фильм был выложен пользователем Alexo на форуме FunkySouls. В данном варианте наблюдаются некоторые огрехи монтажа и озвучивания, однако версия, насчитывающая 4 серии по 50 минут каждая, близка к финальной. По неофициальной версии, этот вариант — монтажная копия, изготовленная для согласования сокращений фильма. Впоследствии фильм быстро разошёлся по Интернету, несмотря на попытки противодействия (в кратчайшие сроки после публикации фильм был удалён с большинства крупных сайтов и трекеров).

### На Blu-ray и DVD
3 мая 2011 года на DVD и Blu-ray состоялся релиз кинопрокатной версии (123 минут) фильма «Мастер и Маргарита». Издателем фильма в России и странах СНГ является компания «Флагман Дистрибьюшн».
Комментарий компании «Флагман Дистрибьюшн» от 1 мая 2011 года:

К сожалению, нам предоставили правообладатели только эту версию, возможно, в дальнейшем мы выпустим и полную версию.

Комментарий компании от 25 мая 2011 года:

В дальнейшем мы планируем выпустить полную версию фильма «Мастер и Маргарита».

## Расхождения с романом
В экранизации Ю. Кары есть несколько расхождений с исходным произведением, в частности, в 3-часовой версии фильма от 2006 года:
- Например, на балу у Сатаны присутствуют В. Ленин, И. Сталин, А. Гитлер[18], кардинал Ришельё, Дзержинский, Пётр I, Каиафа, Наполеон, Мазепа, Макбет с супругой, Иуда и другие политические деятели, чего не было в оригинальном романе Булгакова (Гитлер и Сталин не могли присутствовать на балу, так как были живы на момент окончания романа; при этом Маргарита обращает внимание на несоответствие, которое тут же объясняется фразой Коровьева «А эти — специально приглашённые!»). Вероятно, данный ход вызван повышенным интересом публики в те годы к политике вообще и к данным фигурам (первым трём) в частности, а также стремлением раскрыть присутствующие в романе Булгакова фигуры умолчания.
- В сцене с приходом Левия Матвея к Воланду Матвей передаёт приказ Иешуа, в то время как в оригинале Иешуа просил, а не приказывал.
- В фильме отсутствует диалог кота Бегемота и Поплавского. В то же время, как и в романе, у Азазелло, при встрече с Маргаритой, из кармана пиджака торчит куриная кость.
- В начальной сцене присутствует фрагмент из первого варианта романа «Мастер и Маргарита», а именно, эпизод, в котором Воланд рисует на песке лик Христа и просит Бездомного растоптать его. Тот не решается, и только тогда, когда Воланд обзывает Бездомного интеллигентом, тот топчет образ[18]. Эта сцена вызвала критику со стороны зрителей.
- Из выступления в Варьете убран диалог с Семплеяровым (хотя сам Семплеяров в кадре появляется).
- Убран эпизод со сдачей выручки из Варьете.
- Отсутствует сцена с разбиванием кувшина на балконе Понтия Пилата.
- Во время полёта на метле над Москвой в романе Маргарита была невидима (и обнажена полностью), в фильме же она привлекала всеобщее внимание прохожих.
- Нет сцены разгрома Маргаритой квартиры Латунского: в фильме она ограничилась разбитием окон, когда пролетала мимо Дома драматурга и литератора.
- Исключён сон Никанора Ивановича Босого.
- Нет сцены с поджогом Бегемотом гастронома (после сцены в квартире № 50).
- Нет ключевой финальной сцены полёта всех главных героев.

Версия фильма, показ которой осуществляется с апреля 2011 года в кинотеатрах, имеет ещё больше сокращений, сцены смонтированы короче. В частности, полностью отсутствует сцена с иностранцем в гастрономе, вырезана сцена с Поплавским, отсутствует сцена с Алоизием Могарычем, вырезан разговор Ивана Бездомного со Стравинским, отсутствует эпизод с котом Бегемотом и сотрудниками ОГПУ. Многие сцены оставлены наполовину.
В фильме кот Бегемот предстаёт в трёх обличьях. В сцене с Поплавским действует настоящий кот (не полностью чёрный, а с белыми пятнами), в сцене купания в шампанском он предстаёт куклой кота, а во всех остальных сценах кот Бегемот имеет лицо Виктора Павлова.
В прокатной версии фильма вырезана роль Стравинского, которую сыграл Игорь Кваша. В титрах написано, что эту роль играл Евгений Весник, хотя на самом деле Весник сыграл простого психиатра. Эпизод с участием Кваши можно увидеть в трёхчасовой версии фильма.

## Награды и номинации
| Год  | Премия       | Категория                            | Номинанты                                                   | Результат |
| ---- | ------------ | ------------------------------------ | ----------------------------------------------------------- | --------- |
| 2012 | Золотой орёл | Лучшая мужская роль второго плана    | Николай Бурляев за роль Иешуа Га-Ноцри                      | Номинация |
| 2012 | Золотой орёл | Лучшая работа художника-постановщика | Юрий Устинов и Борис Кузовкин                               | Победа    |
| 2012 | Золотой орёл | Лучшая работа художника по костюмам  | Людмила Чекулаева, А. Кузнецова, О. Полянская и Н. Коротких | Победа    |
| 2012 | Золотой орёл | Лучшая музыка к фильму               | Альфред Шнитке (посмертно) и Андрей Шнитке                  | Номинация |
| 2012 | Золотой орёл | Лучший монтаж фильма                 | Алла Мякотина                                               | Номинация |
| 2012 | Золотой орёл | Лучшая работа звукорежиссёра         | Владимир Кипа, Глеб Кравецкий и Александр Хасин             | Номинация |

### Комментарии
1. ↑  С. С. Шиловский утверждал, что фильм произведён в 1994 году[1], однако по данным Министерства культуры РФ фильму выдано удостоверение национального фильма, в котором указана дата окончания работ над лентой 1993-07-29.[2][нет в источнике].